# Дом Самуэля Осгуда
Дом Самуэля Осгуда (англ. Samuel Osgood House), известный также как Дом Уолтера Франклина (англ. Walter Franklin House) — первая официальная резиденция президента США. В ней жил Джордж Вашингтон, его семья и домашний персонал с 23 апреля 1789 года по 23 февраля 1790 года, в течение двухлетнего срока пребывания Нью-Йорка в качестве столицы США. Здание располагалось на северо-восточном углу Перл-стрит и Черри-стрит на Манхэттене.

## История
Владелец дома, Самуэль Осгуд, был политиком и юристом из Массачусетса, поселившимся в Нью-Йорке. Он женился на Марии Боун Франклин, вдове Уолтера Франклина, торговца, построившего данный дом в 1770 году. Конгресс арендовал его для использования Джорджем Вашингтоном, и избранный президент переехал за неделю до его первой инаугурации. Помимо жилых помещений, в доме Осгуда находился личный кабинет президента (эквивалент Овального кабинета) и офис государственного бизнеса (эквивалент Западного крыла), что делало его первым местом исполнительной власти федерального правительства.
Стюард Сэмюэл Френсис, бывший владелец близлежащей таверны Френсис-Таверн, управлял домашним персоналом из примерно 20 человек: наёмных рабочих, наёмных слуг и  слуг-рабов. В то время рабство было законным в Нью-Йорке, и Вашингтон привёл семерых невольников-африканцев из усадьбы Маунт-Вернона для работы в своем президентском доме: Уильяма Ли, Кристофера Шилса, Джайлза, Пэрис, Остина, Молла и Ону Джадж.
Дом был арендован на один год с годовой арендной платой в 845 долларов, но президент освободил его через десять месяцев, когда стало доступно более просторное здание. Вашингтон переехал в Дом Александра Макомба, который он занимал с 23 февраля по 30 августа 1790 года.

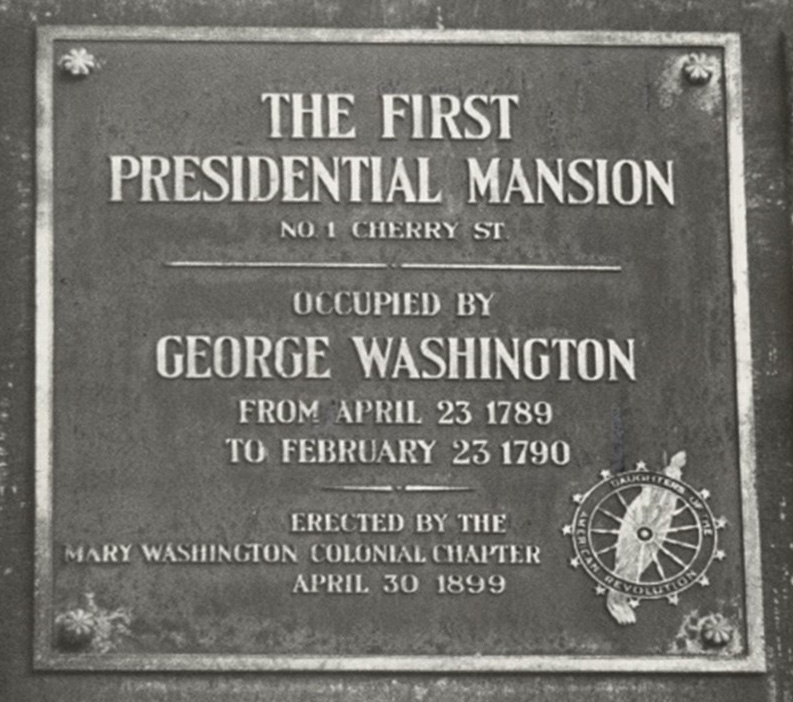
Мемориальная доска на месте первой резиденции президента США

В соответствии с Законом о проживании от июля 1790 года столица страны переехала в Филадельфию, штат Пенсильвания, на 10-летний период, в то время как постоянная столица страны строилась в округе Колумбия. В то время резиденцией президента США был Президентский дом в Филадельфии.
Дом Осгуда был снесён в 1856 году. В 1899 году организация «Дочери американской революции» отметила местоположение дома бронзовой доской, на пересечении Перл-стрит и Бруклинского моста.